# Carlos Alvarado Reyes
Carlos Alvarado Reyes (Los Angeles, Estats Units, 8 de desembre de 1954 - Puntarenas, Costa Rica, 25 de gener de 1998) va ser un ciclista de Costa Rica. Va competir en la carrera de carretera individual en els Jocs Olímpics de Mont-real 1976. L'any 1977 va guanyar la Volta a Costa Rica.